# 陳僖公
陳僖公（？—前796年），或稱陳釐公，媯姓，名孝，為西周諸侯國陳國君主之一，他為陳幽公兒子，承襲陳幽公擔任該國君主，在位期間為前832年－前796年，共在位36年。他是陳國第7位君主。

## 家庭

### 父母
- 父：陳幽公

### 子女
- 長子，陳武公